# Ensemble Studios
Ensemble Studios — колишня американська компанія, яка займалася розробкою відеоігор. Була заснована 1995 року як незалежне приватне підприємство, проте 2001 року була придбана корпорацією Microsoft. Розпущена 2009 року з економічних міркувань.
На рахунку студії безліч розроблених відеоігор, включаючи загальновизнані хіти як серії ігор Age of Empires та Halo Wars. Також, Ensemble Studios розробила власний гральний рушій Genie Game Engine, використаний у Age of Empires, Age of Empires II та в Star Wars: Galactic Battlegrounds.

## Історія
Компанія була заснована двома братами, Тоні Гудменом та Ріком Гудменом, та їх товаришем, Джоном Буг-Скоттом, 1995 року. З часом до підприємства було запрошено ще одного друга засновників, Брюса Шеллі, який брав участь у розробці відеогри Civilization.   
1998 року компанію покинув один із засновників, Рік Гудмен, й заснував власну незалежну компанію, Stainless Steel Studios. А 2000 року Браян Салліван, один із ключових розробників студії, також покинув Ensemble Studios й заснував незалежне підприємство, Iron Lore Entertainment, для розробки Titan Quest, відеогри жанру Action RPG.  
Компанія розробила дві відеогри та два доповнення протягом свого незалежного існування: Age of Empires (1997); Age of Empires: The Rise of Rome (1998); Age of Empires II: The Age of Kings (1999); Age of Empires II: The Conquerors (2000).  
2001 року корпорація Microsoft оголосила інформацію про досягнення домовленостей в придбанні Ensemble Studios. Згідно з умовами угоди, Ensemble Studios могла продовжувати розроблювати відеоігри, але відтоді всі вони будуть випущені під позначкою відеоігор Microsoft.
Після придбання корпорацією Microsoft, Ensemble Studios розташовувалась в своїй першій штаб-квартирі аж до квітня 2008 року, коли компанію зі співробітниками було переміщено до Плейно. Приміщення для Ensemble Studios становило приблизно 50 000 квадратних метрів і вміщувало 120 співробітників.
2008 року стало відомо, що Ensemble Studios готується до закриття після виходу їх останньої відеогри, Halo. Компанія була закрита 29 січня 2009 року. В лютому того ж року команда розробників на чолі з Тоні Гудменом заснувала компанію Robot Entertainment.  
Вмотивований утворенням Robot Entertainment, колишній продюсер Ensemble Studios, Девід Ріппі, створив нову незалежну студію Bonfire Studios, склад якої був лише з декількох колишніх співробітників компанії. Пізніше Bonfire Studios була перейменована в Zynga Dallas після придбання студії компанією Zynga. 
Всього після Robot Entertainment та Bonfire Studios було засновано ще три незалежні компанії, що були утворені з колишніх співробітників Ensemble Studios: Newtoy, Inc. (через рік після заснування була придбана компанією Zynga й перейменована в Zynga with Friends), Windstorm Studios (21 березня 2012 року компанія була закрита засновником, який потім приєднався до Ensemble Studios) та Boss Fight Entertainment (заснована в липні 2013 року). 

## Розроблені відеогри
Ensemble Studios розробила серію відеоігор Age of Empires, стратегій в реальному часі, що включає Age of Empires, Age of Empires II: Age of Kings та Age of Empires III. Компанія також розробила розгалуження від оригінальної серії — гру Age of Mythology. Також, до всіх їхніх відеоігор були випущені доповнення, а для Age of Empires III навіть два.
Їх останнім релізом стала стратегія в реальному часі Halo Wars для консолі Xbox 360.
| Назва                                   | Рік випуску | Жанр                       |
| --------------------------------------- | ----------- | -------------------------- |
| Age of Empires                          | 1997        | Стратегія в реальному часі |
| Age of Empires: The Rise of Rome        | 1998        | Доповнення                 |
| Age of Empires II: Age of Kings         | 1999        | Стратегія в реальному часі |
| Age of Empires II: The Conquerors       | 2000        | Доповнення                 |
| Star Wars: Galactic Battlegrounds       | 2001        | Стратегія в реальному часі |
| Age of Mythology                        | 2002        | Стратегія в реальному часі |
| Age of Mythology: The Titans            | 2003        | Доповнення                 |
| Age of Empires III                      | 2005        | Стратегія в реальному часі |
| Age of Empires III: The WarChiefs       | 2006        | Доповнення                 |
| Age of Empires III: The Asian Dynasties | 2007        | Доповнення                 |
| Halo Wars                               | 2009        | Стратегія в реальному часі |

## Нагороди
Ensemble Studios за весь час існування отримала велику кількість відзнак та нагород, а їх проекти багато разів були визнаними відеоіграми року. Список усіх нагород:
- GameSpy — 2005 Гра року — PC RTS
- GameSpy — 2005 Найкраща графіка
- GameSpy — 2005 Найкраща музика — Заохочувальна премія
- GameSpy — Найкраще на E3 2005
- Worth Playing — Вибір редакції
- PC Gamers — Вибір редакції
- Game Critics Award — Найкраще на E3 2005
- Game Zone — Нагорода за видатні успіхи
- IGN.com — Вибір редакції
- IGN — Найкраще на E3 2005
- Daily Game — Найкраще шоу на E3 2005
- GT — Золота медаль
- GamePower Award
- Strategy Gaming Online — Вибір редакції
- Gamer Voice — Найкраща військова гра
- GameSpot — Гра року
- Gamesmania — Нагорода за відміну
- GamesDomain — Нагорода від читачів
- Thresh's FiringSquad — Вибір редакції
- Computer Gaming World — 5 зірок
- Computer Gaming World — Вибір редакції
- WarGamer — Нагорода за відміну
- GamesWeekly — Топ-15 ігор
- Academy of Interactive Arts & Sciences — Найкраща стратегічна гра року
- GameCenter — 1997 Гра року